# Narrenhäusel

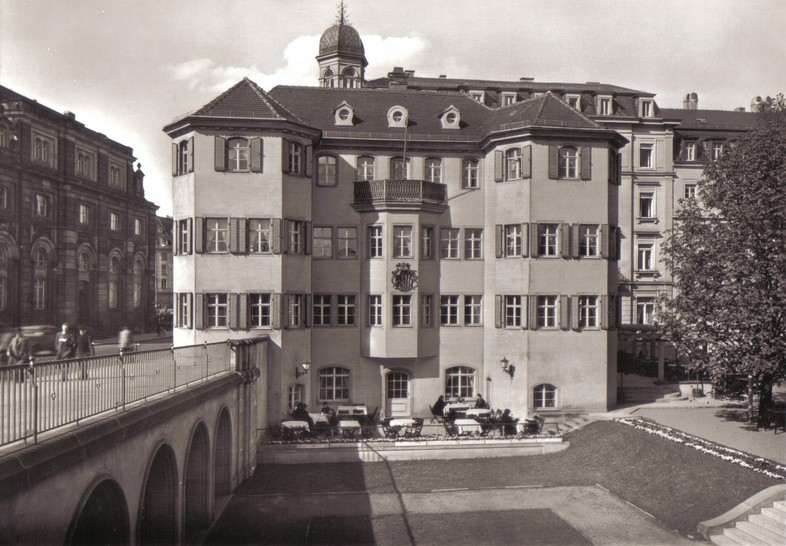
Narrenhäusel an der Augustusbrücke Ende der 1930er Jahre

Narrenhäusel ist der Name einer ehemaligen Gaststätte in Dresden. Sie befand sich am Neustädter Elbufer auf der gegenüberliegenden Seite des Blockhauses am Neustädter Brückenkopf der Augustusbrücke im Wohnhaus des kurfürstlichen Hofnarren Joseph Fröhlich. Es brannte im Zweiten Weltkrieg aus und wurde 1950 abgerissen.
Das Narrenhäusel soll vom privaten Investor Frank Wießner weitgehend originalgetreu wiederaufgebaut werden und ein Restaurant und Ferienwohnungen beherbergen. Das Grundstück hat die Stadt Dresden im Januar 2020 an ihn verkauft. Ein Gutachtergremium hat im März 2020 einen Entwurf des Architekten Martin Trux zum Sieger bestimmt, der an die Entstehungszeit anknüpft.

## Geschichte

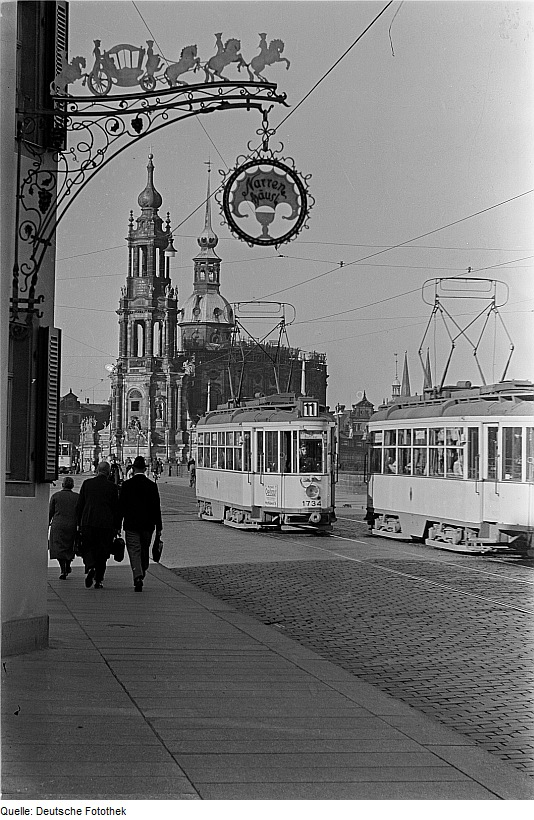
Wandausleger mit Aushängeschild am Eckvorbau des Restaurants, Blick zur Katholischen Hofkirche und dem Hausmannsturm des Schlosses mit Begegnung zweier Hechtwagen der Dresdner Straßenbahn auf der Augustusbrücke (1930er Jahre)

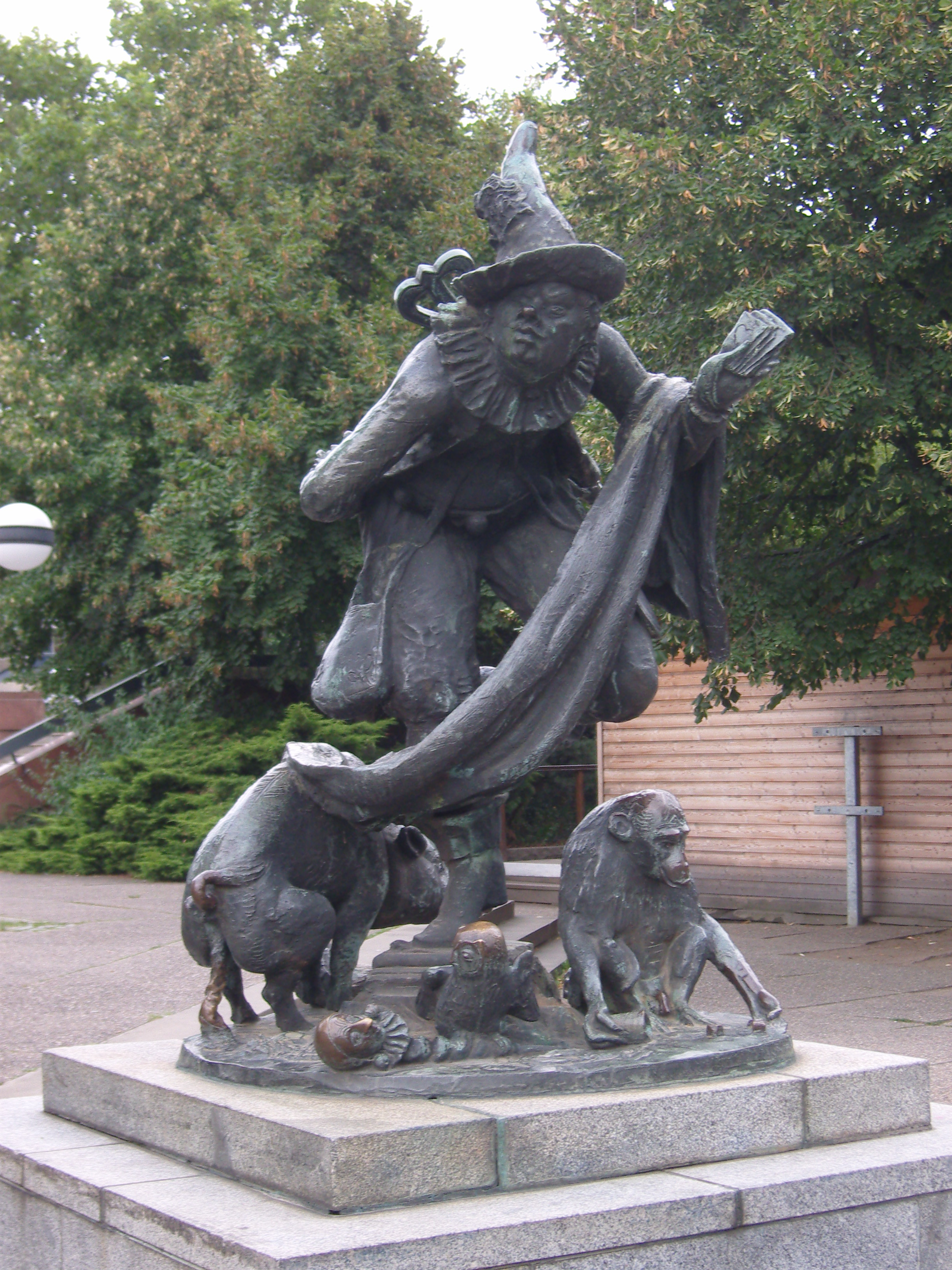
Plastik am Standort des Narrenhäusels

Von seinem bekannten Bewohner, dem Hofnarren des sächsischen Kurfürsten Friedrich August I., leitet sich die Bezeichnung „Narrenhäusel“ ab. Fröhlich bezeichnete sein Wohnhaus am Neustädter Markt auch als „Narren-Palais“ oder in Anlehnung an Schloss Moritzburg als „Klein-Moritzburg“. Im Volksmund wurde das Gebäude aufgrund der beiden achteckigen elbseitigen Vorbauten an den Flügeln auch als „Brille“ bezeichnet.
Erbaut wurde das viergeschossige Gebäude im Jahr 1755. Einer Sage nach wollte Fröhlich damit seinem Nachbarn die Sicht auf die Elbe verbauen, weil der ihn aus seinem vorherigen Domizil im Nachbargebäude ausziehen hieß.
Nach Umbauten des Hauses 1935/1936 entstand ein gastronomisch nutzbarer Zweckbau. Die Gaststätte „Narrenhäusel“ wurde zu Pfingsten 1937 eröffnet. Bei den Luftangriffen auf Dresden brannte das Gebäude aus und wurde 1950 abgerissen.
Heute befindet sich am Standort des Narrenhäusels das Gartenrestaurant „Augustusgarten“. An das Wohnhaus erinnert eine Bronzekleinplastik von Heinrich Apel aus dem Jahr 1978.

## Wiederaufbaupläne
Die Gesellschaft Historischer Neumarkt Dresden setzt sich für den Wiederaufbau des Narrenhäusels ein. Bedingung für den Wiederaufbau ist der Abbruch der seit dem Elbhochwasser im Juni 2013 gesperrten Fußgängerunterführung am Neustädter Markt, dieser Abbruch wurde – unabhängig von den Plänen für das Narrenhäusel – am 22. Januar 2015 mit den Stimmen von CDU und Grünen im Dresdner Stadtrat beschlossen. Der Wiederaufbau des Narrenhäusels wurde im Dresdner Stadtrat am 17. März 2016 beschlossen. Bei der Sanierung der Augustusbrücke wurden im Oktober 2018 Mauerreste des Narrenhäusels gefunden.
Der Investor Frank Wießner, dem das Grundstück gehört, will 2025 bis 2026 für 4,5 Millionen Euro das Narrenhäusel mit Restaurant, Biergarten und Ferienwohnungen wiederaufbauen.